# Re:제로부터 시작하는 이세계 생활
《Re:제로부터 시작하는 이세계 생활》(일본어: Re:ゼロから始める異世界生活 리 제로카라하지메루이세카이세이카츠[*], Re: Life in a different world from zero)은 나가츠키 탓페이가 저술한 일본의 라이트 노벨 작품이다. 일러스트는 오오츠카 신이치로가 담당하고 있다. 공식 약칭은 리제로(リゼロ)이다.

## 개요
소설 투고 사이트 〈소설가가 되자〉에서 2012년 4월부터 연재를 시작하여, MF문고 J(KADOKAWA 미디어팩토리)에서 2014년 1월부터 간행되고 있다. 또, 〈월간 코믹 얼라이브〉에서 2014년 6월호부터는 신작 단편 소설 《Re:제로부터 시작하는 이세계 생활 외전》(Re:ゼロから始める異世界生活 外伝)이 게재되고 있다.
투고 사이트나 다른 사이트에서 공개되고 있던 웹 소설은 문고화에 맞춰 삭제되거나 비공개 처리되는 작품이 많았으나, 2016년 8월 현재까지 공개된 작품은 모두 열람이 가능하며, 작가는 삭제할 예정이 없다고 밝혔다.
2016년 4월부터 9월까지 TV 애니메이션이 방영되었다.
이세계에 소환되어, 자신의 사망과 함께 시간을 되감는 능력만을 얻은 무력한 소년의, 운명에 거역하는 분투를 그린다.
2017년 3월 기준으로, 시리즈 누계 발행부수 310만부.

## 줄거리
평범한 고교생 나츠키 스바루는 어느날, 편의점에 왔다가 알 수 없는 환청을 듣고 눈앞도 침침해지는 피로를 느꼈다. 처음에는 그저 너무 오랫동안 게임만 해서 눈이 침침하다고만 여겼지만 편의점 밖을 빠져나온 그 순간, 갑자기 눈앞이 흐릿해지더니 난데없이 정체모를 중세풍 세상에 떨어져 있었다. 모르는 글자, 골동품 취급받는 동전, 걸어 다니는 동물들과 영화에서나 볼법한 촌스러운 옷들, 마차와 갑옷들까지. 말로만 듣던 이세계 판타지가 정말 눈앞에서 펼쳐지자 곧 흥미를 가지고 이곳저곳을 떠돌아다닌다. 그러던 도중 휘장을 훔쳐 달아나는 펠트를 보게 되고 그 휘장을 찾고 있는 에밀리아와 엮이게 된다.
에밀리아와 둘이서 휘장을 훔쳐간 펠트를 찾아 빈민가로 오게 되고 롬 영감이 꾸리는 장물창고앞에 다다른다. 그런데 창고문을 열어젖힌 스바루를 맞이하는 건 롬 영감도, 오랫동안 찾던 펠트도 아닌 피로 흥건한 나무바닥과 그 위에 쓰러져 있는 시체 한구였다. 순간, 온몸이 얼어붙었고 눈이 휘둥그레진 찰나, 뒤에서 나긋나긋한 여자 목소리가 들리더니 가차없이 스바루를 공격했고 바깥소리를 듣고 들어온 에밀리아마저도 공격해버린다. 스바루는 필사적으로 에밀리아에게 다가갔지만 그녀의 손을 잡자 기력이 다해 의식을 잃는다. 하지만...
다시 눈을 떴다. 그것도 이세계에 처음 와서 만난 어느 과일가게 앞에서. 그리고는 아까 겪었던 일들이 똑같이 되풀이되는 현상과 곧 눈앞에 닥쳐올 비극을 직감하고는 이를 막기 위해 발빠르게 뛰어나기 시작했고 그러는 사이 죽으면 어느 한 시점에서 부활하는 『사망회귀』능력이 생겼음을 알게 된다. 이후 이런저런 소동끝에 에밀리아와 얽혀 로즈웰 저택의 집사가 된다.

## 주인공
나츠키 스바루 (ナツキ・スバル)
생일: 4월 1일
별자리: 양자리
성우: 고바야시 유스케
만화의 주인공. 편의점을 나와 집으로 돌아가려는 찰나, 갑자기 눈앞이 캄캄해지기 시작하더니 돌연 루그니카 왕국으로 순간이동하게 된다. 처음에는 만화에서만 보던 이세계 소환이란걸 경험했다는 사실이 무척이나 신기하게 느껴져 이곳저곳 기웃거리며 사고를 치고 돌아다니다 뜻하지 않은 소동으로 이세계로 온뒤 죽게되면 죽기 전의 어느 한 시점에서 다시 되살아나는 능력이 생겼다는걸 알게된다. 이 능력을 자각하고 나서는 비극적인 사건을 막기위해 백방으로 뛰어다니며 고군분투를 하기 시작하는 사이 낯설기만 하던 루그니카 왕국의 인간관계가 조금씩 넓어지기 시작했다.
만화가 시작하자마자 갑자기 이세계로 소환됐다는 급전개때문에 이세계 소환 이전까지의 행적은 전혀 공개되지 않아 과거행적이 미스터리한 인물. 편의점을 빠져나오기 직전 "하루종일 방안에서 게임만 해서 그런가...."라는 대사로 미루어 볼때 친구 하나없이 히키코모리 생활을 했을 가능성이 높다. 그리고 머지않아 제4장에서 에키드나의 시련에서 나온 스바루의 행적들로 보자면 스바루는 등교거부 중인 학생으로 추측할 수 있다.

## 루그니카 왕국 왕선

### 후보
에밀리아 (エミリア)
생일: 9월 23일
별자리: 처녀자리
성우: 타카하시 리에
스바루가 루그니카에 온 뒤로 가장 처음 만난 사람. 허리까지 닿는 은색 머리에 아메지스트색의 눈동자, 그리고 안으면 부러질 것 같은 가녀린 몸매의 소유자이다. 불의 대정령 팩과 계약하고, 정령들과 소통하는데 큰 재능이 있어 4속성 마법을 사용하며 주로 저온의 열량으로 인한 얼음 계통의 마법을 쓰는 『 정령술사 』이다. 비록 하프지만 엘프라는 종족으로 미형이 아름다운 엘프의 피를 이어받은 점을 가미해도, 작중에서 제일가는 미모의 소유자이다. 그러나 모종의 이유로, 거울로 자신의 모습을 보는것을 극도로 싫어하며, 자신의 용모에는 극히 무관심하다. 평소 복장이나 몸가짐에 관한건 모두 팩한테 맡기는데, 정령치고는 최근 유행중인 머리스타일과 복장으로 맞춰주는 의외성도 보이지만, 그래도 목욕 같은건 스스로 관리 하라고 훈계를 해주기도 한다. 그외 팩과 계약에 의한 요구사항으로는 식사양의 제한과 입욕 후 운동의 의무화이다.
첫번째 루프에서는 무슨 이유에서인지 스바루에게 자신의 이름을 '에밀리아'가 아닌 '사테라'라고 소개한다.
펠트 (フェルト)
생일: 8월 8일
별자리: 사자자리
성우: 아카사키 치나츠
루그니크 빈민가에서 악명높은 소매치기 소녀. 아기 때부터 버려졌고 가족이라고 할 수 있는 존재는 자신을 거두어준 롬이 유일했다. 평소에는 날마다 티격태격거리지만 사실 그녀에게 롬은 친아버지나 다름없는 존재. 아무것도 없는 빈털털이 고아인데다 범죄의 온상인 빈민가에서 살아온 탓에 일찍부터 범죄의 늪에 눈을 떴으며 현재는 소매치기한 물건들을 되파는 방식으로 돈벌이를 하고 있었다. 어느날, 에밀리아가 가진 휘장을 훔침으로써 그녀와 스바루와 엮이게 됐고 나중에는 라인하르트에게 반강제적으로 끌려가는 신세가 된다. 이후, 루그니카 왕국 왕선후보라는 이름으로 재등장했다. 하지만 한번도 고풍스러운 생활을 해본적이 없었던 탓에 하나부터 열까지 모든것이 엄격한 왕궁생활은 물론이고 드레스조차도 싫어한다. 자길 구하러온 롬이 경비원들에게 둘러싸이자 그를 구하기 위해 울며 겨자먹기로 왕선후보를 받아들인다.
프리실라 바리에르 (プリシラ・バーリエル)
생일: 9월 7일
별자리: 처녀자리
성우: 타무라 유카리
남쪽에 위치한 볼라키아 제국 출신. 지방 영주의 딸로 태어났으며 출신성분의 영향인지 1인칭이 '쇼죠(소녀)'이며 인칭에 걸맞게 말투도 무척이나 고풍스럽다. 12살이라는 어린 나이부터 미모가 드러나기 시작했고 여기에 특유의 자신감넘치는 매력까지 더해지면서 수많은 남자들을 사로잡았다. 언제나 '이 세계는 소녀에게 편리하게 되어 있다'는 논리를 즐겨 사용한다. 여기까지만 본다면 세상 모든것이 자기것으로 착각하는 천상천하 유아독존으로 보이겠지만...
실제로 모든 일은 그녀에게 좋은 결과를 초래하고 불이익은 일어나지 않도록 짜여 있다.
더군다나 이 말이 정말로 사실인게 스바루와의 내기에서 한번도 진적이 없으며 강자로써의 여유가 자만심급으로 넘치지만 한번도 틀린적이 없다는 것이다.
크루쉬 칼스텐 (クルシュ・カルステン)
생일: 4월 4일
별자리:양자리
성우: 이구치 유카
칼스텐 공작가의 당주. 여성이긴 하지만 남자처럼 보이는걸 좋아해 늘상 남자들이 입는 제복을 입고다니며 성실 & 정직한 것이 무엇인지 보여주는, 사람위에 서야 한다는 모종의 사명감을 지니고 태어난 것 같은 인물이며 그에 따른 노력을 항상 계속해 왔다. 공작의 입장상 정치나 외교쪽도 해야 하긴 하지만, 본인은 나가서 직접 싸우는 것에 더 자부심을 느끼는 모양. 검술도 눈으로 인식할 수 있는 곳까지 보이지 않는 검격을 낼 수 있는 고수로, 빌헬름에게 매우 힘든 훈련을 받고 있다.
또한, 자신의 기사이자 벗인 페리스는 왕선후보자중 서로 가장 강한 유대와 신뢰로 맺어진 사이라고 할 수 있다. 크루쉬는 검의 재능이 없는 페리스에게 자신의 후위를 맡고 자신은 전위를 맡는다고 하며, 이는 어릴적부터 페리스는 여장을 크루쉬는 남장한 배경에서 비롯된것이다. 그리고 충성심을 가지고 모셧던 푸리에 루그니카의 죽음과 자신이 첫번째 왕선후보자로 선택되자 페리스를 자신의 제1 기사로 선택하였다.
아나스타시아 호신 (アナスタシア・ホーシン)
생일: 3월 10일
별자리: 물고기자리
성우: 우에다 카나
우에다 카나왕후보의 1인. 허리까지 닿는 연보라색 머리를 가진 여성. 차분한 분위기에 사랑스러운 외모를 지녔으며, 간사이벤과 비슷한 사투리로 말한다. 카라라기 자유교역도시 출신. 즉, 외국인이다.
왕선후보자 중에서는 최연장 나이이며, 여성으로서 스타일은 겉보기에 상당의 유감인 상태이지만, 그건 그거대로 용도가 있다고 본인 스스로도 신경 안쓰고 있다. 율리우스와의 주종관계는 양호. 그녀를 세우는 율리우스와, 능력이 있는 것을 거두는 아나스타시아의 궁합은 매우 좋다. 서로 보고 있는 것이 똑같은 이상, 유대는 강하다.
어린 시절에 고아에 무일푼으로 시작하여 허드렛일을 하고 있던 술집에서 상인인 튀덴의 작은 거래에 말참견을 한 계기로 그의 눈에 들게된다. 이후 튀덴 상회에 고용되고, 순조롭게 일을 맡게 되었다. 그 결과, 개인재산을 늘리고 자신만의 상회를 만들고 확대하여 카라라기에서도 유력한 상회로 성장하게 되는 자수성가를 이루었다.

### 기사
라인하르트 반 아스트레아 (ラインハルト・ヴァン・アストレア)
생일: 1월 1일
별자리: 염소자리
성우: 나카무라 유이치
루그니카 왕국의 기사이자 리제로 만화 세계관의 최강자.
청렴결백, 근엄실적이라는 말이 딱 어울릴 정도로 바른생활 그 자체를 몸으로 보여주는 청년. 예의범절이 몸에 베여있어서 다른사람과 쉽게 친해지는 유형이며 루그니카 왕국내에서 평판은 그야말로 슈퍼히어로급이다. 순찰을 하던도중 도와달라는 스바루의 외침을 듣고 달려와 불량배들을 쓸어버린후 그와 안면이 트인다. 이후 엘자가 난동을 부리고 있는 장물창고까지 와서 펠트를 비롯한 모든 사람들을 구해주게 된다. 그런데 펠트가 에밀리아에게 돌려주겠다며 주머니에서 꺼낸 휘장을 보는 순간, 갑자기 표정이 심각해지더니 그녀의 팔목을 부여잡고는 성은 무엇이며, 나이는 몇살인지, 꼬치꼬치 따져묻는다. 이후 따라가기 싫어하는 그녀를 억지로 기절까지 시켜가며 데려간 이후....
그녀를 루그니카 왕국 제1 후보로 소개한다. 그녀의 황금빛 머리카락과 붉은 눈동자로 미루어 볼때 반년전 전염병으로 절멸한 왕의 혈통이라는 것이 그 증거라고 앞세웠고 이후 그녀의 제 1 기사가 된다.

#### 로즈월 家
로즈월 L. 메이더스 (ロズワール・L・メイザース)
생일 : 9월 16일
별자리 : 처녀자리 (점성술)
목소리 - 코야스 타케히토
도화사로 화장을 한 괴짜 귀족.
람 (ラム)
생일 : 2월 2일
별자리 : 물병자리 (점성술)
목소리 - 무라카와 리에
핑크색 머리를 하고 있는 메이드 소녀. 렘과 쌍둥이.
용을 죽이려고 계획중이다.
프레데리카 바우만 (フレデリカ・バウマン)
목소리 - 나즈카 카오리
로즈월 저택의 메이드 중 한 명으로, 투명질 금발의 여성.
팩 (パック)
목소리 - 우치야마 유미
에밀리아와 함께 다니는 작은 고양이 모습을 한 정령. 밤에는 행동할 수가 없다.
렘 (レム)
생일 : 2월 2일
별자리 : 물병자리 (점성술)
목소리 - 미나세 이노리
물 빛의 머리를 하고 있는 메이드 소녀. 람과 쌍둥이,스바루를좋아한다.
베아트리스 (ベアトリス)
목소리 - 아라이 사토미
드레스를 입은 어린 소녀.(정령)
『내정관』 오토 스웬 (『内政官』 オットー・スーウェン)
목소리 - 아마사키 코헤이
회색 머리를 가진 행상인 청년. 20세.
『성역의 방패』 가필 틴젤 (『聖域の盾』 ガーフィール・ティンゼル)
날카로운 송곳니와 금발이 특징인 소년. 반골 정신이 왕성한 14세.
파트라슈 (パトラッシュ)
백경 토벌 때, 크루쉬가 보낸 칠흑의 지룡. 암컷.

#### 아람 마을
페트라 레이테 (ペトラ・レイテ)
생일 : 2월 14일
별자리 : 물병자리 (점성술)
목소리 - 코우노 마리카
빨간색이 섞인 갈색 머리를 가진 아람 마을의 소녀.
밀드 (ミルド)
목소리 - 코바야시 유미코
류카 (リュカ)
목소리 - 요시노 유나
메이나 (メイーナ)
목소리 - 쿠와하라 유키
카인 (カイン)
목소리 - 시노다 미나미
다인과 함께 페트라를 좋아한다.
다인 (ダイン)
목소리 - 이시가미 시즈카
카인과 함께 페트라를 좋아한다.
촌장 (ムラオサ)
회춘 할멈 (若返りババア)
목소리 - 이자와 마키

#### 성역
류즈 메이어 (リューズ・メイエル)
겉보기엔 11, 12살 정도의 소녀지만, 실제 연령은 100을 넘은 성역(聖域)의 리더.

#### 미로드 家
안네로제 미로드 (アンネローゼ・ミロード)
로즈월의 친척에 해당하며, 엘자 격파 후 스바루 일행을 받아들였다.
클린드 (クリンド)
미로드 家 소속의 집사. 정신성 한정의 로리콘. 스바루에게 채찍 쓰는 법 같은 것을 가르쳤다. 프레데리카와 사이가 좋지 않다.

### 왕선 관계자
롬 할아버지 (ロム爺)
생일 : 2월 20일
별자리 : 물고기자리 (점성술)
목소리 - 무기히토
빈민가에서 훔친 물건 등을 다루고 있는 노인. 거인족이면서 큰 몸집을 가지고 있다.

#### 프리실라 진영
알데바란 (アルデバラン)
목소리 - 후지와라 케이지
프리실라의 호위. 목 아래는 산적 같은 경장이지만, 머리는 얼굴 전체를 덮는 투구를 쓰고 있는 기묘한 모습을 한 외팔의 남자. 스바루와 같은 일본인이다.
슐트 (シュルト)
프리실라를 섬기는 어린 모습의 소년.

#### 크루쉬 진영
펠릭스 아가일 (フェリックス・アーガイル)
생일 : 1월 16일
별자리 : 염소자리 (점성술)
목소리 - 호리에 유이
크루쉬의 기사(騎士). 페리스(フェリス)라고도 불린다. 머리에 고양이귀가 나 있는 가녀린 몸매의 인물. 겉보기에는 평범한 고양이귀 미소녀 같지만, 실상은 남자.
빌헬름 반 아스트레아 (ヴィルヘルム・ヴァン・アストレア)
생일 : 5월 7일
별자리 : 황소자리 (점성술)
목소리 - 호리우치 켄유 / 이시카와 카이토(청년)
크루쉬의 종자인 노신사. 인생의 모든 것을 검에 바친 「검귀」(剣鬼)라는 이명(異名)을 가진 달인.
선대 검성의 남편.

#### 아나스타시아 진영
『인공정령』 에키드나 (『人工精霊』 エキドナ)
아나스타시아가 가진 인공 정령. 여우 같은 외견을 하고 있다.
『최우의 기사』 율리우스 유클리우스 (『最優の騎士』 ユリウス・ユークリウス)
생일 : 7월 7일
별자리 : 게자리 (점성술)
목소리 - 에구치 타쿠야
보라색 머리를 가진 미청년의 근위 기사. 21세.
요슈아 유클리우스 (ヨシュア・ユークリウス)
율리우스의 동생. 율리우스와 같은 보라색 머리로, 모노클을 걸치고 있다.

##### 용병단·철 어금니
리카드 웰 킨 (リカード・ウェルキン)
아나스타시아의 사병인 용병단 「철 어금니」의 단장.
미미 펄 베튼 (ミミ・パールバトン)
목소리 - 후지이 유키요
고양이 수인 소녀. 「철 어금니」의 부단장을 맡고 있는 강자. 실제 연령은 15세.
헤타로 펄 베튼 (ヘータロー・パールバトン)
미미의 남동생으로, 용모는 꽤 닮았다. 시스콘의 느낌이 매우 강하다.
티비 펄 베튼 (ティビー・パールバトン)
미미의 남동생. 미미, 페타로와 닮은 용모로, 모노클 을 걸치고 있다. 헤타로 만큼은 아니지만, 시스콘의 느낌이 있다.

### 마녀교·대죄주교
『나태』 페텔기우스 로마네콩티 (『怠惰』 ペテルギウス・ロマネコンティ)
목소리 - 마츠오카 요시츠구
녹색 머리를 가진 마른 남자,스바루에게 빙의했었다.
『폭식 (미식가)』 루이 바텐카이토스 (『暴食（美食家）』 ライ・バテンカイトス)

『폭식 (악식)』 로이 알파드 (『暴食（悪食）』 ロイ・アルファルド)

『폭식 (포식)』 루이 아르네브 (『暴食（飽食）』 ルイ・アルネブ)

『탐욕』 레굴루스 코르니아스 (『強欲』 レグルス・コルニアス)
백발의 소년 모습을 하고 있으나, 실제 연령은 100년 이상의 세월을 살고 있다.
『분노』 시리우스 로마네콩티 (『憤怒』 シリウス・ロマネコンティ)

『색욕』 카펠라 에메라다 루그니카 (『色欲』 カペラ・エメラダ・ルグニカ)

### 대죄의 마녀
『질투의 마녀』 사테라 (『嫉妬の魔女』 サテラ)
다른 6인의 마녀를 멸하고, 세계의 절반을 자신의 양식으로 삼아 삼켰다고 불리는 전설적 존재. 에밀리아와 꽤 닮은 은발의 하프엘프.
『탐욕의 마녀』 에키드나 (『強欲の魔女』 エキドナ)
생일 : 1월 24일
별자리 : 물병자리 (점성술)
끊이지 않는 지식욕을 가진 『마녀』. 상복과 같은 검정 옷을 입는 새하얀 장발의 소유자. 19세 때 사망했지만, 생전의 혼이 신룡 볼카니카의 힘으로 『묘소』에 봉인되었다.
『분노의 마녀』 미네르바 (『憤怒の魔女』 ミネルヴァ)
생일 : 7월 20일
별자리 : 게자리 (점성술)
갈등으로 가득 찬 세계에 분노하는 『마녀』. 압도적 무력에 의한 갈등의 진압을 목표로 삼았지만, 실패했음을 깨닫고 온갖 상처에 분노하고, 그것을 치유하게 되었다.
『나태의 마녀』 세크메트 (『怠惰の魔女』 セクメト)
생일 : 8월 13일
별자리 : 사자자리 (점성술)
적자색 머리를 심상치 않게 늘어뜨린 나른한 분위기의 『마녀』. 숨쉬는 것 조차 귀찮아 보이는 우울함에 휩싸여 있다.
『식탐의 마녀』 다프네 (『暴食の魔女』 ダフネ)
만족할 수 없는 식욕을 가진 『마녀』. 비스듬히 선 「백족관」(百足棺) 안에서, 구속 도구로 스스로를 묶고 눈을 가린 모습을 하고 있다.
『오만의 마녀』 티폰 (『傲慢の魔女』 テュフォン)
겉모습도 매우 어려 보이는 녹색 쇼트 헤어를 가진 『마녀』. 만나는 사람에게마다 「악인」인지 아닌지를 캐묻고, 죄인을 골라낸다.
『색욕의 마녀』 카밀라 (『色欲の魔女』 カーミラ)
생일 : 6월 19일
별자리 : 쌍둥이자리 (점성술)
『색욕』의 이름에 어울리지 않게 가슴은 작고, 팔다리도 가는 평범한 모습의 『마녀』. 자신이 없어 쭈뼛쭈뼛한 태도를 취하지만, 자신의 주장은 확실히 통하며, 자기애(自己愛)나 자기보신(自己保身)이 강한 성격.
『허식의 마녀』 판도라 (『虚飾の魔女』 パンドラ)
아름다운 금발에 흰 천을 걸친 엄청난 미모의 『마녀』. 헥토르와 마찬가지로 역사에 이름이 남지 않은 마녀이다.
『우울의 마인』 헥토르 (『憂鬱の魔人』 ヘクトール)

### 암살 조직
『창자사냥꾼』 엘자 그란힐데 (『腸狩り（はらわたがり）』 エルザ・グランヒルテ)
생일 : 4월 29일
별자리 : 황소자리 (점성술)
목소리 - 노토 마미코
펠트와 교섭하러 올 예정이었던 여성.
『마수사』 메이리 (『魔獣使い』メィリィ)
목소리 - 스즈키 에리
아람마을에서 강아지를 안고 있던 땋아내린 머리의 소녀. 아람마을 마수 소동 때에는 다른 아이와 함께 마수에 휩쓸려, 혼자 숲 속에 끌어들여져 있었다.

### 뮤즈 상회
『가희』 리리아나 (『歌姫』 リリアナ)
키리타카 뮤즈 (キリタカ・ミューズ)
뮤즈 상회의 당수.

### 그 외

#### 루그니카 왕국
카도몬 (カドモン)
생일 : 11월 6일
별자리 : 전갈자리 (점성술)
목소리 - 미야케 켄타
길에서 과일을 팔고 있는 상인. 아내와 딸이 있다.
띵, 똥, 땡 (トン、チン、カン)
목소리 - 야마모토 이타루(띵), 무로 겐키(똥),
야마시타 다이키(땡)
거리에서 스바루에게 시비를 거는 3명의 양아치들.

## 용어
사망회귀 (死に戻り)
스바루가 이세계에 소환되었을 때에 유일하게 얻은, 운명에 거역하는 특수능력. 자신의 사망과 동시에 시간을 되돌리지만, 임의로 발동할 수 없는 이상 사망할 때에는 그에 상응하는 고통을 수반한다. 세이브 포인트라고 불리는 사망회귀의 기준점이 있으며, 죽었을 때에는 그곳에서 부활한다. 스바루가 죽음의 운명을 넘었을 때에 세이브 포인트가 갱신된다.
루그니카 왕국 (ルグニカ王国)
스바루가 소환된 곳으로, 이야기의 본무대인 대륙의 동단에 위치하는 국가. 전형적인 중세 판타지 세계의 왕국이며, 성 밑 마을에는 인간뿐만 아니라 수인이나 아인도 평범하게 걷는다. 수백 년 전에 당시의 국왕과 맹약을 맺은 신룡 볼카니카에게 지켜져 나라가 번영해왔다고 전해지며, 「친룡왕국」(親竜王国)이라고도 불린다.
마수 (魔獣)
마녀가 만들어낸 것으로 간주되며, 사람에게 덤비는 사악한 짐승. 그 기세를 제압하면 마수를 이끌 수 있다. 메이리는 기세를 누그러뜨리지 않고서도 마수와 소통할 수 있으며, 말하는 것을 들려줄 수도 있는 특수한 능력을 가지고 있다.
백경 (白鯨)
삼대마수(三大魔獣) 중 하나. 하늘을 헤엄치는 50m에 이르는 하얀 고래. 안개와 함께 평원 같은 곳에 출현하며 지나간 길에 있는 것들을 먹는다. 발견되면 기본적으로 도망칠 수 없기 때문에 상인들은 백경을 보면 죽음을 각오한다. 그렇기에 백경에 대한 정보도 손익 계산없이 그들 사이에서 공유되고 있다. 위험을 느끼면 온몸에 생기는 입에서 「소멸의 안개」(消滅の霧)을 내뿜으며, 닿은 것의 존재를 세계에서 지운다. 지워진 자는 그 누구의 기억에도, 기록에도 남지 않는다. 회복할 시간을 벌기 위해, 3체로 분열하여 싸우게 된다.
대토 (大兎)
삼대마수 중 하나. 한 마리 한 마리는 손바닥에 들어갈 정도로 작은 흰색의 귀여워보이는 토끼이지만, 수만 마리의 무리를 이루어 행동하는 마수이다. 다토(多兎)가 모여 대토를 이룬다. 겉모습과는 달리 강인한 입과 위장을 가지고 있으며, 동물이라면 뭐든지 남기지 않고 먹어치운다. 먹을 것이 있다면 일정한 수까지 분열해 증식하며, 먹을 것이 없을 때에는 서로를 먹는 것으로 배를 채운다. 살해된 동료도 양식으로 삼는 것 등, 순수 식욕에 의해 구동되는 괴물이다. 지능은 낮지만, 그렇기에 죽음을 두려워하지 않고 적을 물어뜯을 수 있으며, 한 번 물리면 죽을 때까지 떨어지지 않는다. 하나하나씩은 그렇게까지 위협적이지 않지만, 유감스럽게도 수가 많고, 또 한 마리라도 살아남으면 빠르게 증식하기 때문에 쓰러뜨리는 것은 곤란하다. 극중에서 호각 이상으로 싸웠던 것은 스바루, 베아트리스, 에밀리아의 삼인조와 로즈월뿐이다. 마나에 유인되는 성질이 있다.
흑사 (黒蛇)
삼대마수 중 하나. 지면 아래를 기어다니는 무언가. 지나간 지면에는 검은 줄기가 생기고, 생물이 살아갈 수 없는 토지로 바꾼다. 또, 자신의 아래를 지나간 자는 몸이 검게 변하고, 머지않아 사망한다. 전혀 제어할 수 없는 순수한 천재(天災)로 취급되는 마수.
마녀교 (魔女教)
400년 전에 봉인된 『질투』의 마녀 사테라를 신봉하는 단체. 그렇다고 해도, 그 조직 체계, 인원수, 행동 목적의 무엇도 알려지지 않았다. 하지만 어느정도 알고 있는 것도 있는데, 「대죄주교」(大罪司教)라 불리는 간부와, 무표정으로 행동하는 부하들이 있다. 대죄주교는 「마녀 인자」(魔女因子)라고 불리는 것을 가지고 있으며, 그것에 따라 「권능」(権能)이라 불리는 마법과도 주술과도 다른 능력을 쓸 수 있다. 부하들의 전투력도 낮지는 않고, 집단에게 걸리면 렘을 상대할 수도 있다. 마녀교에 들어갈 소질이 있는 자에게는 「복음서」라 불리는 책이 보내지며, 그것을 열면 마녀교에 가입하게 되는 것이 된다는 이야기도 있다. 「복음서」에는 그것에 매료된 사람이 행동해야 하는 내용이 적혀 있다. 질투의 마녀를 부활하려는 목적으로 움직이고 있다고 알려져 있다.
구스테코 성왕국 (グステコ聖王国)
북쪽에 있는 국가. 주술의 발상지. 루그니카보다 춥고, 엘자의 출신지이기도 하다.
카라라기 (カララギ)
서쪽에 있는 국가. 전설적인 상인, 호신이 건국했다. 간사이벤과 닮은 사투리로 이야기한다.
볼라키아 제국 (ヴォラキア帝国)
남쪽에 있는 국가. 루그니카와는 종종 사소한 분쟁을 일으키고 있다.
마나(マナ)
대기 중에 가득 퍼져 있는 마력. 게이트를 통해 생물의 체내에 쌓이며, 마법을 사용할 때 소비된다. 또한, 정령의 에너지원이기도 하다. 체내의 마나가 고갈되면 쇠약하지고, 죽음에 이른다.
오드 (オド)
모든 생명이 태어날 때부터 가지고 있는 마력의 핵심이라 근원. 체내에 받아들여진 마나를 담는 그릇이기도 하다. 오드 자체를 마나와 동일한 용도로 사용하는 것도 가능하지만, 소모한 오드는 두번 다시 회복할 수 없으며, 계속 사용할 경우 최종적으로는 폐인이 되어버린다.
게이트 (ゲート)
모든 생명에게 갖추어져 있는, 마나를 흡수 또는 방출하는 문. 이것의 수(數)나 질(質)에는 개인차가 있으며, 마법사로서의 적성에도 크게 영향을 미친다.
마법(魔法)
마법은 자신의 채네에 존재하는 마나를 게이트를 통해 방출하는 것으로 사용할 수 있다. 불・물・바람・흙의 기본 4속성에 음・양의 2속성을 더해 6속성으로 분류된다. 불속성은 열량(熱量)에 관한 마법으로, 냉기도 이에 포함된다. 물속성의 마법은 치유 마법이 대표적. 음속성은 상대의 시야를 막아 어둠을 만들거나, 중력을 무효화하거나, 시간의 흐름을 바꾸거나 하는 시공(時空)에 간섭하는 마법이 많다. 덧붙여서 얼음을 쓰는 마법은 불속성과 물속성으로 두 가지가 존재한다.
기본 4속성 중 하나에 적성을 가진 자가 많고, 음속성이나 양속성에 적성을 가진 자는 적다.
정령(精霊)
마나를 에너지원으로 활용하는 초자연적인 존재. 정령 중 충분한 격을 갖추기 전의 것은 준정령(準精霊), 그것보다도 미숙한 것은 미정령微精霊)이라고 불린다. 정령은 인간과 계약을 맺고 힘을 빌려줄 수 있지만, 강력한 정령은 계약 내용이 엄격하고, 계약할 수 있는 인간은 한정되어 있다. 정령과 계약한 자는 정령사(精霊使い)라 불리며, 마법과 닮은 정령술을 사용할 수 있다.
정령술은 마법과는 다르고, 대기 중의 마나를 사용하는데 쓸 수 있는 정령술의 강함은 계약한 정령 마다 다르다.
미티어 (ミーティア)
일반인도 마법 같은 현상을 일으킬 수 있게 만드는 도구의 총칭.
지룡 (地竜)
목소리 - 키지마 류이치
탑승용, 운반용 등으로 다양한 목적으로 이용되는 용(龍)의 일종. 커다란 도마뱀 같은 겉모습을 하고 있으며, 다양한 종이 존재한다. 모든 지룡은 「바람막이」의 가호를 가지고 있어서, 지룡이나 탑승자, 지룡이 끄는 수레는 바람의 영향을 받지 않고 달려나갈 수 있다.
아인 (亜人)
엘프, 거인, 오니, 수인 등, 인간과 비슷하면서도 다른 종족의 총칭. 질투의 마녀와 같은 하프엘프를 향한 차별이, 점차 아인 전체를 향한 차별로 발전하고, 약 50년 전에는 루그니카에서는 인간과 아인연합 사이에서 「아인전쟁」(亜人戦争)이라고 불리는 대규모 내전이 발발했다. 아인전쟁은 10년 정도 계속된 끝에 평화적으로 종전했으며, 현재에는 왕도에서도 아인이 생활하고 있다. 하지만 차별이나 편견은 여전히 존재하고, 특히 하프엘프에 대한 것은 지금도 뿌리깊게 남아 있다.
가호 (加護)
개인이나 종족이 가진 특별한 능력. 「세계가 가져오는 복음」이라고도 표현된다. 바람의 영향을 받지 않고 달려나가게 해주는 「바람막이」의 가호 같이, 여러 가지 가호가 존재한다. 기본적으로 태어났을 때부터 소유하고 있으며, 후천적으로 얻는 경우는 거의 없다.
왕선 (王選)
루그니카의 새로운 왕의 선출. 스바루가 이세계에 소환되기 반년 정도 전에 국왕을 비롯한 왕족 전원이 유행성 질환으로 사망했기 때문에, 용력석의 계시에 따라 새로운 왕을 용과 의사소통할 수 있는 용의 무녀(竜の巫女)의 소질을 가진 5명 중에서 선택하는 것이 되었다. 에밀리아가 펠트에게 빼앗긴 휘장은 왕 후보의 증거이다.
용력석 (竜歴石)
루그니카에 존망의 위기가 닥쳐왔을 때에 계시가 새겨지는 석판.
현인회 (賢人会)
명가의 인간으로 구성되는, 왕의 보좌를 하는 집단. 선왕이 살아 있을 때부터 실질적으로 정치를 총괄해왔다.

## 간행 목록
나가츠키 탓페이 (저) / 오오츠카 신이치로 (일러스트), KADOKAWA 미디어팩토리〈MF문고 J〉, 14권 간행 (본편 10권, 단편집 2권, 외전 2권) (2016년 10월 기준)
| 권수 | 타이틀                                                    | 발매일           | ISBN                   | 비고  |
| ---- | --------------------------------------------------------- | ---------------- | ---------------------- | ----- |
| 1    | Re:제로부터 시작하는 이세계 생활 1                        | 2014년 1월 24일  | ISBN 978-4-04-066208-4 | 제1장 |
| 2    | Re:제로부터 시작하는 이세계 생활 2                        | 2014년 2월 25일  | ISBN 978-4-04-066309-8 | 제2장 |
| 3    | Re:제로부터 시작하는 이세계 생활 3                        | 2014년 3월 25일  | ISBN 978-4-04-066334-0 | 제2장 |
| 4    | Re:제로부터 시작하는 이세계 생활 4                        | 2014년 6월 25일  | ISBN 978-4-04-066780-5 | 제3장 |
| 5    | Re:제로부터 시작하는 이세계 생활 5                        | 2014년 10월 24일 | ISBN 978-4-04-067122-2 | 제3장 |
| 6    | Re:제로부터 시작하는 이세계 생활 6                        | 2015년 3월 25일  | ISBN 978-4-04-067468-1 | 제3장 |
| 6    | Re:제로부터 시작하는 이세계 생활 6 러버스트랩 부록 특장판 | 2015년 3월 25일  | ISBN 978-4-04-067191-8 | 제3장 |
| 7    | Re:제로부터 시작하는 이세계 생활 7                        | 2015년 9월 25일  | ISBN 978-4-04-067780-4 | 제3장 |
| 8    | Re:제로부터 시작하는 이세계 생활 8                        | 2016년 3월 25일  | ISBN 978-4-04-068177-1 | 제3장 |
| 9    | Re:제로부터 시작하는 이세계 생활 9                        | 2016년 9월 23일  | ISBN 978-4-04-068627-1 | 제3장 |
| 1-   | Re:제로부터 시작하는 이세계 생활 10                       | 2016년 10월 25일 | ISBN 978-4-04-068676-9 | 제4장 |

| 권수 | 타이틀                                    | 발매일           | ISBN                   | 수록화 |
| ---- | ----------------------------------------- | ---------------- | ---------------------- | --- |
| 1    | Re:제로부터 시작하는 이세계 생활 단편집 1 | 2014년 12월 25일 | ISBN 978-4-04-067197-0 | - 제로부터 시작하는 영웅담 (ゼロから始まる英雄譚) - 메이드장의 마음 편할 겨를 없는 휴일 (メイド長の心休まらない休日) - 따라 뜨는 별을 그만둔 날 (後追い星をやめた日) - 에밀리아 인 원더랜드 (エミリア・イン・ワンダーランド)                                      |
| 2    | Re:제로부터 시작하는 이세계 생활 단편집 2 | 2016년 6월 24일  | ISBN 978-4-04-068414-7 | - E・M・T에게 러브송을 (E・M・Tにラブソングを) - 람 이즈 오더 (ラム・イズ・オーダー) - 오퍼레이션 (オペレーション) - 사서 베아트리스의 내키지 않는 약속 (司書ベアトリスの不本意な約束) - 차가운 것이 좋아 (冷たいのがお好き) - 알코올 패닉 (アルコール・パニック) |

| 권수 | 타이틀                                             | 발매일           | ISBN                   | 비고     |
| ---- | -------------------------------------------------- | ---------------- | ---------------------- | -------- |
| 1    | Re:제로부터 시작하는 이세계 생활 Ex 사자왕이 꾼 꿈 | 2015년 6월 25일  | ISBN 978-4-04-067685-2 | [ 주 2 ] |
| 2    | Re:제로부터 시작하는 이세계 생활 Ex2 검귀연가      | 2015년 12월 25일 | ISBN 978-4-04-068009-5 |          |

## 만화
Re:제로부터 시작하는 이세계 생활 제1장 왕도의 하루편
〈월간 코믹 얼라이브〉 (KADOKAWA 미디어팩토리) 2014년 8월호부터 2015년 4월호까지 연재. 작화는 마츠세 다이치.
1. 2014년 10월 23일 발매, ISBN 978-4-04-066875-8
2. 2015년 3월 23일 발매, ISBN 978-4-04-067280-9
  - 러버스트립 부록 특장판, 2015년 3월 23일 발매, ISBN 978-4-04-067235-9

Re:제로부터 시작하는 이세계 생활 제2장  저택의 일주간편
〈월간 빅 간간〉 (스퀘어 에닉스) 2014년 12월호부터 연재. 작화는 카에데츠키 마코토.
1. 2015년 3월 23일 발매, ISBN 978-4-7575-4591-5
2. 2015년 12월 22일 발매, ISBN 978-4-7575-4747-6
3. 2016년 6월 22일 발매, ISBN 978-4-7575-5025-4

Re:제로부터 시작하는 이세계 생활 제3장  Truth of Zero
〈월간 코믹 얼라이브〉 (KADOKAWA 미디어팩토리) 2015년 7월호부터 연재. 작화는 마츠세 다이치.
1. 2015년 12월 22일 발매, ISBN 978-4-04-067828-3
2. 2016년 3월 23일 발매, ISBN 978-4-04-068220-4
3. 2016년 7월 23일 발매, ISBN 978-4-04-068279-2

Re:제로부터 시작하는 이세계 생활 공식 앤솔로지 코믹
1. 2016년 6월 23일 발매, ISBN 978-4-04-068506-9

## TV 애니메이션
| 원작・시나리오 감수      | 나가츠키 탓페이                                                                      |
| 캐릭터 원안              | 오츠카 신이치로                                                                      |
| 감독                     | 와타나베 마사하루                                                                    |
| 시리즈 구성              | 요코타 마사히로                                                                      |
| 캐릭터 디자인 총작화감독 | 사카이 큐타                                                                          |
| 몬스터 디자인            | 코야나기 타츠야                                                                      |
| 프롭 디자인              | 스즈키 노리타카, 이와하타 고이치                                                     |
| 미술설정                 | 킨죠 사아야                                                                          |
| 미술감독                 | 타카미네 요시토                                                                      |
| 색채설계                 | 사카모토 이즈미                                                                      |
| 촬영감독                 | 미네키시 켄타로                                                                      |
| 3D 감독                  | 카루베 유우                                                                          |
| 편집                     | 스도 히토미                                                                          |
| 음향감독                 | 아키타가와 진                                                                        |
| 음악                     | 스에히로 켄이치로                                                                    |
| 음악 제작                | KADOKAWA                                                                             |
| 음악 프로듀서            | 와카바야시 고우                                                                      |
| 애니메이션 프로듀서      | 요시카와 츠나키                                                                      |
| 프로듀서                 | 타나카 쇼, 이케모토 마사히토, 베니야 치카, 아이다 아야, 오누키 카즈오, 아오키 에리코 |
| 애니메이션 제작          | WHITE FOX                                                                            |
| 제작                     | Re:제로부터 시작하는 이세계 생활 제작위원회 (Re:ゼロから始める異世界生活 製作委員会) |

2015년 7월 19일에 〈MF문고 J 여름의 학원제 2015〉의 스테이지에서 TV 애니메이션화가 발표되어, 2016년 4월부터 9월까지 TV 도쿄・TV 오사카・TV 아이치・AT-X에서 방영되었다. 첫회는 1시간 스페셜로 방영되었다.국내에서는 WHITE FOX 작품을 자주 가져간 애니플러스에서 15세 이상 시청가로 동시방영한다.
TV 도쿄에서는, 방송 개시 전인 2016년 4월 3일 일요일 2시 10분부터 2시 35분(토요 심야)에 특별 방송 《Re:제로부터 시작하는 이세계 체험》(Re:ゼロから始める異世界体験 리 제로카라하지메루이세카이타이켄[*])이 방송되었다. 코바야시 유스케(나츠키 스바루 역), 우치야마 유미(팩 역), 미나세 이노리(렘 역), 무라카와 리에(람 역)가 출연했다.
차회예고는 TV에서 방송되지 않고, YouTube나 공식 사이트를 통해서만 전달되었다. 예고 중에 대오는 대화는 기본적으로 본편과 무관계한 내용이다.
2019년 3월 22일, 제2기의 제작이 결정되었다. 이어 PV까지 공개되었는데 제2기의 방영 시기를 2020년 4월로 결정하였다.
하지만 코로나 사태, 제작에 대한 사정으로 인해 2020년 7월로 연기되었으나 6월 11일 제2기를 분할 2쿨로 나눠 방영할 가능성이 생겼고, 파트1은 2020년 7월에, 파트2는 2021년 1월에 방영 시기를 확정지었다.
2020년 1월 1일부터 제1기 감독판이 방영되었는데 이는 2기 방영에 앞서 방영되는 것으로, 그동안 1기 분량은 2기에 제작될 내용의 핵심 복선을 제외하면서 방영되었기 때문에 이를 보완하기 위함이라고 한다. 하지만 감독판 방영 이후에는 엔딩이 풀버전으로 되어있거나 분량이 살짝 길어지는 등 1화와 2화를 하나로 묶다보니 모자라던 분량을 메우기 위해 의미없이 늘린 게 아니냐는 의견이 있다.
2020년 7월 8일 제2기 파트1의 방영이 시작되었다.

### 주제가
본 작품은 주제가가 종종 생략된다.
제1기 오프닝 테마
「Redo」 (제2화, 제4화, 제6화, 제8화, 제10화)
작사 - 미즈노 겐키 / 작곡・편곡 - 미야자키 마코토 / 노래 - 스즈키 코노미
「Paradisus-Paradoxum」 (제14화, 제17화, 제19화, 제20화, 제23화)
작사・작곡・편곡・노래 - MYTH & ROID
제2기 오프닝 테마
「Realize」 (파트1 제1화 -)
작사・작곡 - 시노자키 아야토, 타치바나 료스케 / 노래 - 스즈키 코노미
제1기 엔딩 테마
「STYX HELIX」 (제1화 - 제5화, 제8화 - 제11화, 제25화)
작사・작곡・편곡・노래 - MYTH & ROID
「Stay Alive」 (제13화, 제16화 - 제17화, 제20화 - 제23화)
작사・작곡・편곡 - Heart's Cry / 노래 - 에밀리아 (타카하시 리에)
제2기 오프닝 테마
「Memento」 (파트1 제1화 -)
작사 -  hotaru / 작곡 - Tom-H@ck / 노래 - nonoc
삽입곡
「STRAIGHT BET」 (제7화) ☆
작사・작곡・편곡・노래 - MYTH & ROID
「ぼうやの夢よ」 (제8화)
작사 - hotaru / 작곡・편곡 - 오오이시 마사요시 / 노래 - 에밀리아 (타카하시 리에)
「theater D」 (제14화) ☆
작사・작곡・편곡・노래 - MYTH & ROID
「Wishing」 (제18화) ☆
작사・작곡 - 히게 드라이버 / 편곡 - 시노자키 아야토 / 노래 - 렘 (미나세 이노리)
- ☆표는 ED 시에 사용.

### 각화 리스트
| 화수   | 원어 부제                        | 번역 부제                           | 각본                         | 그림 콘티                                                               | 연출                                   | 작화감독 | 원작  |
| ------ | -------------------------------- | ----------------------------------- | ---------------------------- | ----------------------------------------------------------------------- | -------------------------------------- | --- | ----- |
| 제1화  | 始まりの終わりと 終わりの始まり  | 시작의 끝과 끝의 시작               | 요코타니 마사히로 (横谷昌宏) | 와타나베 마사하루(渡邊政治)                                             | 와타나베 마사하루(渡邊政治)            | 사카이 큐타(坂井久太) 코야나기 타츠야(小柳達也)                                                                                 | 제1권 |
| 제2화  | 再会の魔女                       | 다시 만난 마녀                      | 요코타니 마사히로 (横谷昌宏) | 카와무라 켄이치 (川村賢一)                                              | 시노하라 마사히로 (篠原正寛)           | 야마다 마리코(山田まり子) 이마다 아카네(今田茜)                                                                                 | 제1권 |
| 제3화  | ゼロから始まる異世界生活         | 제로부터 시작하는 이세계 생활       | 요코타니 마사히로 (横谷昌宏) | 와타나베 마사하루                                                       | 코가 카즈오미 (古賀一臣)               | 세라 코우타(世良コータ) 모리카와 유키(森川侑紀)                                                                                 | 제1권 |
| 제4화  | ロズワール邸の団欒               | 로즈월 저택의 단란                  | 요코타니 마사히로 (横谷昌宏) | 사코이 마사유키 (迫井政行)                                              | 토쿠모토 요시노부 (徳本善信)           | 노다 야스유키(野田康行) | 제2권 |
| 제5화  | 約束した朝は遠く                 | 약속한 아침은 저 멀리               | 요코타니 마사히로 (横谷昌宏) | 오카모토 마나부 (岡本学)                                                | 타카시마 다이스케 (高島大輔)           | 키타하라 다이치(北原大地) 묘친 우사쿠(明珍宇作)                                                                                 | 제2권 |
| 제6화  | 鎖の音                           | 사슬의 소리                         | 나카무라 요시코 (中村能子)   | 나카시게 슌스케 (中重俊祐)                                              | 야마모토 히데요 (山本秀世)             | 노다 야스유키 | 제2권 |
| 제7화  | ナツキ・スバルのリスタート       | 나츠키 스바루의 리스타트            | 나카무라 요시코 (中村能子)   | 와타나베 마사하루 허평강                                                | 미칸 요시토 (美甘義人)                 | 니레기 테츠로(楡木哲郎) 야마오카 슌(山岡峻) 마메즈카 아스카(豆塚あす香)                                                         | 제2권 |
| 제8화  | 泣いて泣き喚いて 泣き止んだから  | 울고서 울부짖고서 울기 그만뒀으니까 | 요코타니 마사히로            | 오카모토 마나부                                                         | 오카모토 마나부                        | 타나카 카즈마(田中一真) 세라 코우타                                                                                             | 제3권 |
| 제9화  | 勇気の意味                       | 용기의 의미                         | 나카무라 요시코              | 카미츠보 료키 (上坪亮樹)                                                | 츠치야 히로유키 (土屋浩幸)             | 모리카와 유키 아베시마 루미(阿部島瑠珠) 미즈타케 슈지(水竹修治) 와타나베 야에코(渡邉八惠子)                                     | 제3권 |
| 제10화 | 鬼がかったやり方                 | 오니가 들린 방식                    | 요코타니 마사히로            | 호소다 나오토(細田直人)                                                 | 토쿠모토 요시노부                      | 노다 야스유키 나카니시 카즈야(中西和也)                                                                                         | 제3권 |
| 제11화 | レム                             | 렘                                  | 요코타니 마사히로            | 야마기시 다이고(山岸大悟)                                               | 야마기시 다이고(山岸大悟)              | 이케가미 타로(池上太郎) 코야나기 타츠야                                                                                         | 제3권 |
| 제12화 | 再来の王都                       | 다시 찾은 왕도                      | 요코타니 마사히로            | 오자와 카즈히로                                                         | 타카시마 다이스케                      | 노다 야스유키 | 제4권 |
| 제13화 | 自称騎士ナツキ・スバル           | 자칭 기사 나츠키 스바루             | 요코타니 마사히로            | 나가야마 노부요시 (長山延好)                                            | 코가 카즈오미                          | 나카타 마사히코(中田正彦) 와타나베 야에코 아사리 아유(浅利歩惟) 이케가미 타로                                                   | 제4권 |
| 제14화 | 絶望という病                     | 절망이라 하는 병                    | 우메하라 에이지 (梅原英司)   | 마모루 타이스케(守泰佑)                                                 | 마모루 타이스케(守泰佑)                | 세라 코우타 나가요시 타카시(永吉隆志) 카지우라 신이치로(梶浦紳一郎) 아베시마 루미(阿部島瑠珠)                                   | 제5권 |
| 제15화 | 狂気の外側                       | 광기의 바깥                         | 우메하라 에이지 (梅原英司)   | 호소다 나오토                                                           | 츠치야 히로유키                        | 나카무라 카즈히사(中村和久) 키미야 료스케(木宮亮介) 마타가 다이스케(又賀大介) 이와타 케이코(岩田景子) 코야나기 타츠야           | 제5권 |
| 제16화 | 豚の欲望                         | 돼지의 욕망                         | 나카무라 요시코              | 나카시게 슌스케                                                         | 토쿠모토 요시노부                      | 묘친 우사쿠 사이토 케이코(齋藤佳子)                                                                                             | 제6권 |
| 제17화 | 醜態の果てに                     | 추태의 끝에                         | 나카무라 요시코              | 오자키 타카하루 (尾崎隆晴)                                              | 미칸 요시토                            | 이케가미 타로 나가요시 타카시 이케다 타모츠(池田有) 세라 코우타 아베시마 루미 코야나기 타츠야                                   | 제6권 |
| 제18화 | ゼロから                         | 제로부터                            | 나카무라 요시코              | 나가야마 노부요시                                                       | 코가 카즈오미                          | 와타나베 야에코 마메즈카 아스카 아사리 아유 코야나기 타츠야                                                                     | 제6권 |
| 제19화 | 白鯨攻略戦                       | 백경 공략전                         | 우메하라 에이지              | 나카시게 슌스케                                                         | 타카시마 다이스케                      | 키타하라 다이치 노다 야스유키                                                                                                   | 제7권 |
| 제20화 | ヴィルヘルム・ヴァン・アストレア | 빌헬름 반 아스트레아                | 우메하라 에이지              | 와타나베 마사하루 (渡邉政治)                                            | 츠치야 히로유키                        | 나카무라 카즈히사 마타가 다이스케 이와타 케이코 야마오카 슌 코야나기 타츠야                                                     | 제7권 |
| 제21화 | 絶望に抗う賭け                   | 절망에 저항하는 도박                | 우메하라 에이지              | 와타나베 마사하루 타카하시 켄지 (高橋謙二) 아이자와 마사히로 (相澤伽月) | 토쿠모토 요시노부                      | 묘친 우사쿠 나카니시 카즈야 사이토 케이코(齊藤佳子) 키타하라 다이치 노다 야스유키 코야나기 타츠야                               | 제7권 |
| 제22화 | 怠惰一閃                         | 나태일섬                            | 요코타니 마사히로            | 나가야마 노부요시                                                       | 타카하시 켄지 마모루 타이스케 (守泰佑) | 이케가미 타로 나가요시 타카시 나카무라 카즈히사 이와타 케이코 사카이 큐타 코야나기 타츠야                                       | 제8권 |
| 제23화 | 悪辣なる怠惰                     | 악랄한 나태                         | 요코타니 마사히로            | 오자와 카즈히로                                                         | 토쿠모토 요시노부                      | 노다 야스유키 묘친 우사쿠 키타하라 다이치 사이토 케이코 코야나기 타츠야                                                         | 제8권 |
| 제24화 | 自称騎士と最優の騎士             | 자칭 기사와 최우의 기사             | 나카무라 요시코              | 미야오 요시카즈 (宮尾佳和)                                              | 미칸 요시토                            | 이케가미 타로 마메즈카 아스카 와타나베 야에코 나가요시 타카시 코야나기 타츠야                                                   | 제9권 |
| 제25화 | ただそれだけの物語               | 그저 그것뿐인 이야기                | 요코나티 마사히로            | 와타나베 마사하루                                                       | 와타나베 마사하루                      | 사카이 큐타 세라 코우타 타나카 카즈마 코야나기 타츠야 나카무라 카즈히사 이와타 케이코 이케가미 타로 야마오카 슌 마메즈카 아스카 | 제9권 |

### BD / DVD
| 권 | 발매일           | 수록화          | 규격품번   | 규격품번   |
| 권 | 발매일           | 수록화          | BD         | DVD        |
| -- | ---------------- | --------------- | ---------- | ---------- |
| 1  | 2016년 6월 24일  | 제1화 - 제2화   | ZMXZ-10651 | ZMBZ-10661 |
| 2  | 2016년 7월 27일  | 제3화 - 제5화   | ZMXZ-10652 | ZMBZ-10662 |
| 3  | 2016년 8월 24일  | 제6화 - 제8화   | ZMXZ-10653 | ZMBZ-10663 |
| 4  | 2016년 9월 28일  | 제9화 - 제11화  | ZMXZ-10654 | ZMBZ-10664 |
| 5  | 2016년 10월 26일 | 제12화 - 제14화 | ZMXZ-10655 | ZMBZ-10665 |
| 6  | 2016년 11월 25일 | 제15화 - 제17화 | ZMXZ-10656 | ZMBZ-10666 |
| 7  | 2016년 12월 21일 | 제18화 - 제20화 | ZMXZ-10657 | ZMBZ-10667 |
| 8  | 2017년 1월 25일  | 제21화 - 제23화 | ZMXZ-10658 | ZMBZ-10668 |
| 9  | 2017년 2월 24일  | 제24화 - 제25화 | ZMXZ-10659 | ZMBZ-10669 |

### 단편 애니메이션
《Re:제로부터 시작하는 휴식시간(브레이크타임)》(Re:ゼロから始める休憩時間 리 제로카라하지메루부레이쿠타이무[*]) 및 《Re:쁘띠부터 시작하는 이세계 생활》(Re:プチから始める異世界生活 리 푸치카라하지메루이세카이세이카쓰[*], 약칭은 Re:쁘띠)은 AT-X에서 본편 방영 후에 방송되고 있는 단편 애니메이션이다.

#### 스태프
- 원작·감수 - 나가츠키 탓페이 (MF문고 J 「Re:제로부터 시작하는 이세계 생활」 / KADOKAWA 간)
- 캐릭터 원안 - 오츠카 신이치로
- 감독·각본·연출 - 아시나 미노루
- 푸치 캐릭터 디자인·작화 - 타케하라 미노루
- 타이틀 로고 디자인·작화 - 미야히코
- 작화 - 키모토 스미, 토츠카 치사토, 와타나베 아키 (Re:푸치)
- 음악 - 스에히로 켄이치로
- 음향감독 - 아케타가와 진
- 애니메이션 제작 - Studio puYUKAI
- 제작 - Re:제로부터 시작하는 이세계 생활 제작위원회

#### 각화 리스트
| 화수                                         | 부제                                                      | 출연 캐릭터                                  | 본편                                         |
| Re:제로부터 시작하는 휴식시간(브레이크 타임) | Re:제로부터 시작하는 휴식시간(브레이크 타임)              | Re:제로부터 시작하는 휴식시간(브레이크 타임) | Re:제로부터 시작하는 휴식시간(브레이크 타임) |
| -------------------------------------------- | --------------------------------------------------------- | -------------------------------------------- | -------------------------------------------- |
| 1                                            | WORLD 1-1                                                 | 스바루, 에밀리아, 팩                         | 제1화                                        |
| 2                                            | WORLD 1-4 SIDE A                                          | 스바루, 펠트                                 | 제2화                                        |
| 3                                            | WORLD 1-4 EPILOGUE                                        | 에밀리아, 팩                                 | 제3화                                        |
| 4                                            | WORLD 2-1                                                 | 스바루, 람, 렘                               | 제4화                                        |
| 5                                            | WORLD 2-2                                                 | 스바루, 로즈월                               | 제5화                                        |
| 6                                            | WORLD 2-3                                                 | 스바루, 에밀리아, 팩                         | 제6화                                        |
| 7                                            | WORLD 2-4                                                 | 스바루, 베아트리스                           | 제7화                                        |
| 8                                            | WORLD 2-5 SIDE A                                          | 스바루, 에밀리아, 람, 렘                     | 제8화                                        |
| 9                                            | WORLD 2-5 SIDE B                                          | 스바루, 람, 렘                               | 제9화                                        |
| 10                                           | WORLD 2-5-3 SIDE C                                        | 스바루, 렘                                   | 제10화                                       |
| 11                                           | WORLD 2-5 EPILOGUE                                        | 스바루, 에밀리아                             | 제11화                                       |
| Re:푸치부터 시작하는 이세계 생활             |                                                           |                                              |                                              |
| 푸치1                                        | 再来の学校다시 찾은 학교                                  | 스바루, 에밀리아                             | 제12화                                       |
| 푸치2                                        | 自称先生、ベアトリス자칭 선생, 베아트리스                 | 스바루, 베아트리스, 펠트                     | 제13화                                       |
| 푸치3                                        | ご主人様と、そのメイドたち주인님과, 그 메이드들           | 스바루, 람, 렘                               | 제14화                                       |
| 푸치4                                        | そのメニューは——그 메뉴는——                               | 스바루, 팩, 베아트리스, 아나스타시아         | 제15화                                       |
| 푸치5                                        | 天然천연                                                  | 스바루, 에밀리아, 펠트                       | 제16화                                       |
| 푸치6                                        | 豚でない欲望돼지가 아닌 욕망                              | 스바루, 펠트, 프리실라                       | 제17화                                       |
| 푸치7                                        | ゼロから제로부터                                          | 스바루, 람, 렘, 에밀리아, 팩                 | 제18화                                       |
| 푸치8                                        | 決戦当日결전 당일                                         | 스바루, 크루쉬, 프리실라                     | 제19화                                       |
| 푸치9                                        | スイカ攻略戦수박 공략전                                   | 스바루, 렘, 크루쉬, 아나스타시아             | 제20화                                       |
| 푸치10                                       | 煩悩に抗うだけ번뇌에 저항할 뿐                            | 스바루, 에밀리아, 람                         | 제21화                                       |
| 푸치11                                       | アレとアレと(以下略)の精算이거랑 이거랑 (이하생략)의 정산 | 스바루, 아나스타시아, 프리실라               | 제22화                                       |
| 푸치12                                       | ——買え——사라                                              | 스바루, 에밀리아, 팩                         | 제23화                                       |
| 푸치13                                       | 獅子王のみた本사자왕이 본 책                              | 스바루, 베아트리스, 크루쉬                   | 제24화                                       |
| 푸치14                                       | ただそれだけの宣伝그저 그것뿐인 선전                      | 스바루, 에밀리아, 팩, 람, 렘, 베아트리스     | 제25화                                       |

### 논란
3장 후반에서 도라 도라 도라라는 대사로 인해 논란이 되고 있다. 이는 진주만 공습 당시 일본군이 공습에 성공했다는 것을 본국에 알리는 암호였으며, 심지어 애니메이션판 24화에서는 펠릭스 아가일이 실제 원작에는 없었던 경례까지 하면서 논란을 더욱 가중시켰다.
한편 제작사인 WHITE FOX는 과거 극우 요소를 삽입하여 논란이 된 적이 있으며, 애니플러스는 해당 대사를 묵음 처리하고, 자막을 바꾸었다. 반면 넷플릭스판에선 자막만 수정하고 음성만 그대로 나왔다.

### 웹 라디오
《Re:제로부터 시작하는 이세계 라디오 생활》(Re:ゼロから始める異世界ラジオ生活 리 제로카라하지메루이세카이라지오세이카쓰[*])라는 제목으로, 2016년 3월 28일부터 매주 월요일 21:30부터 니코니코 동화의 라이브 스트리밍 서비스인 니코니코 생방송에서 방송되었다. 같은 해 12월 19일 종료되었으며, 33회가 진행되었다. 타임 시프트 시청에 대응하며, 프리미엄 회원은 사전 예약을 하지 않아도 최신 1주간 한정으로 시청할 수 있었다. 또, 온센에서도 같은 해 3월 31일부터 매주 목요일에 니코니코 생방송의 방송 분이 아카이브 방송되었다. 퍼스널리티는 에밀리아 역의 타카하시 리에. 제21회와 제23회와 제25회는 생방송이 아닌 녹음방송이었다.
게스트 퍼스널리티
- 제1회, 제8회, 제11회, 제16회, 제20회, 제26회, 제29회, 제33회: 코바야시 유스케 (나츠키 스바루 역)
- 제2회, 제4회, 제22회, 제32회: 우치야마 유미 (팩 역)
- 제3회, 제15회, 제30회: 아카사키 치나츠 (펠트 역)
- 제5회, 제9회, 제13회, 제24회: 무라카와 리에 (람 역)
- 제6회, 제10회, 제12회, 제17회, 제19회, 제28회: 미나세 이노리 (렘 역)
- 제7회: 아라이 사토미 (베아트리스 역)
- 제14회: 우에다 카나 (아나스타샤 호신 역)
- 제18회, 제31회: 마츠오카 요시츠구 (페텔기우스 로마네콩티 역)
- 제21회: 호리에 유이 (펠릭스 아가일 역)
- 제23회: 이구치 유카 (크루쉬 칼스텐 역)
- 제25회: 에구치 타쿠야 (율리우스 유클리우스 역)

- 제27회: 타카하시 리에 (에밀리아 역)

공개 녹음
MF문고 J 여름의 학원제 2016 「Re:제로부터 시작하는 이세계 라디오 생활」 공개 녹음 스페셜 스테이지
- 개최일: 2016년 7월 17일
- 회장: EBiS303
- 출연: 코바야시 유스케, 타카하시 리에, 무라카와 리에

〈온센〉 문화제 2016내 개최 《Re:제로부터 시작하는 라디오 생활》
- 개최일: 2016년 11월 19일
- 회장: 3331 Arts Chiyoda
- 출연: 타카하시 리에, 코바야시 유스케

Re:제로부터 시작하는 라디오 생활 ~공개 생방송 수록~
- 개최일: 2016년 11월 26일
- 회장: 이케부쿠로 P'PARCO
- 출연: 타카하시 리에, 코바야시 유스케

리제로스 해소 토크 이벤트
- 개최일: 2017년 2월 26일
- 회장: 이케부쿠로 P'PARCO
- 출연: 타카하시 리에, 코바야시 유스케
- 라디오 CD Vol.4 발매를 기념한 이벤트

관련 상품
| Vol.                                                                        | 발매일                                         | 신규 녹음 게스트                               | 과거 방송회                                    | 규격품번                                       |
| 라디오 CD 《Re:제로부터 시작하는 라디오 생활》                              | 라디오 CD 《Re:제로부터 시작하는 라디오 생활》 | 라디오 CD 《Re:제로부터 시작하는 라디오 생활》 | 라디오 CD 《Re:제로부터 시작하는 라디오 생활》 | 라디오 CD 《Re:제로부터 시작하는 라디오 생활》 |
| --------------------------------------------------------------------------- | ---------------------------------------------- | ---------------------------------------------- | ---------------------------------------------- | ---------------------------------------------- |
| 1                                                                           | 2016년 7월 27일                                | 출연: 무라카와 리에, 미나세 이노리             | 제1회 - 제8회                                  | TBZR-0687/0688                                 |
| 2                                                                           | 2016년 9월 28일                                | 출연: 무라카와 리에, 미나세 이노리             | 제9회 - 제16회                                 | TBZR-0719/0720                                 |
| 3                                                                           | 2016년 11월 15일                               | 출연: 무라카와 리에, 미나세 이노리             | 제17회 - 제24회                                | TBZR-0759/0760                                 |
| 4                                                                           | 2017년 3월 29일                                | 출연: 무라카와 리에, 미나세 이노리             | 제25회 - 제33회                                | TBZR-0819/0820                                 |
| DJCD 《Re:제로부터 시작하는 라디오 생활》                                   |                                                |                                                |                                                |                                                |
|                                                                             | 2017년 1월 25일                                | 출연: 미나세 이노리, 타카하시 리에             | -                                              | TBCR-0786                                      |
| Re:제로부터 시작하는 이세계 생활 렘 1/7 스케일 미나세 이노리 녹음 DJCD 세트 |                                                |                                                |                                                |                                                |
|                                                                             | 2017년 12월 예정                               | 출연: 미나세 이노리                            | -                                              | GOODS-0369                                     |
| 발매일           | 굿즈명                                                         |
| ---------------- | -------------------------------------------------------------- |
| 2016년 4월 29일  | Re:제로부터 시작하는 이세계 생활 "Re:에리"의 라디오 생활 T셔츠 |
| 2016년 11월 15일 | Re:제로부터 시작하는 라디오 생활 파카 (렘 ver., 람 ver.)       |
| 2016년 11월 15일 | Re:제로부터 시작하는 라디오 생활 머그컵 (머그컵)               |
| 2016년 11월 15일 | Re:제로부터 시작하는 라디오 생활 페텔기우스 토트백             |

### 수상
- Newtype×마치★아소비 ANIME AWARD 2016
  - 감독상: 와타나베 마사하루
  - 남성 캐릭터상: 나츠키 스바루
  - 여성 캐릭터상: 렘[주 3]
  - 마스코트 캐릭터상: 팩

## 게임

### 리얼 이벤트
《Re:제로부터 시작하는 이세계 생활 수수께끼 풀기 게임 에밀리아의 휘장을 되찾아라!》(Re:ゼロから始める異世界生活 謎解きゲーム エミリアの徽章を取り戻せ! 리 제로카라하지메루이세카이세이카쓰 나조토키게무 에미리아노키쇼오토리모도세[*])라는 제목으로 나조메이트(ナゾメイト)에서 기획했다. 2016년 6월 24일부터 같은 해 7월 3일까지 열렸으며, 에밀리아의 휘장을 도둑맞고서 다음에 발견했을 때에 전당포에서 팔리고 있어서, 다시 사들이기 위해 전당포의 주인이 부과하는 시련에 도전한다는 상황을 전제하여, 각 콜라보 가게를 돌며 문제를 해결하면 클리어 경품으로 이벤트 특제 클리어 카드를 입수할 수 있었다.

### 컴퓨터 게임
《Re:제로부터 시작하는 이세계 생활 -DEATH OR KISS-》(Re:ゼロから始まる異世界生活 -DEATH OR KISS-)의 타이틀로 5pb.에 의해 게임화되는 것이 발표되었다. 2017년 3월 30일에 발매되었으며, 기종은 플레이스테이션 비타와 플레이스테이션 4, 장르는 어드벤처이다. 작가가 이에 대해 직접 언급 한 적이 있다.

## 관련 논문
- 왕수·서영주, 〈이세계에서 환생하는 일본 애니메이션의 서사 구조와 미학적 특징 연구-〈Re: 제로부터 시작하는 이세계 생활〉을 중심으로-〉, 《만화애니메이션연구》 74, 한국만화애니메이션학회, 2024년

### 내용주
1. 1 2  렌즈가 하나인 안경, 단안경.
2. ↑  1부 에피소드는 〈월간 코믹 얼라이브〉 2015년 4월호 및 5월호가 처음.
3. ↑  렘 役의 미나세 이노리도 여성 성우상을 수상했다.